# Callistethus catoptricus
Callistethus catoptricus är en skalbaggsart som beskrevs av Ohaus 1916. Callistethus catoptricus ingår i släktet Callistethus och familjen Rutelidae. Inga underarter finns listade.